# International Lawn Tennis Challenge 1907
Der International Lawn Tennis Challenge 1907 war die 7. Ausgabe des Wettbewerbs für Herrennationalmannschaften im Tennis. Das vom 20. bis 24. Juli ausgetragene Finale in Wimbledon gewann Herausforderer Australasien gegen Titelverteidiger Britische Inseln, und sicherte sich damit zum ersten Mal den Titel.

## Die Mannschaften
Nachdem in den vergangenen Jahren mehrere Herausforderer um einen Finalplatz gegeneinander angetreten waren, spielten in der aktuellen Saison lediglich zwei Teams um den Finaleinzug.
| - USA - Australasien |

## Ergebnis
| Datum      | Team 1       | Ergebnis | Team 2 | Ort       | Belag |
| ---------- | ------------ | -------- | ------ | --------- | ----- |
| 13.–16.07. | Australasien | 3:2      | USA    | Wimbledon | Rasen |

## Finale
| Britische Inseln                                               | Finale | Australasia                                                 |
| -------------------------------------------------------------- | --- | ----------------------------------------------------------- |
| Team Arthur Gore Herbert Roper Barrett Kapitän Anthony Wilding | Datum: 20. bis 24. Juli 1907 Ort: Worple Road, Wimbledon (England) Belag: Rasen \| Arthur Gore \| 5:7, 1:6, 5:7 \| Norman Brookes \| \| Herbert Roper Barrett \| 6:1, 4:6, 3:6, 5:7 \| Anthony Wilding \| \| Arthur Gore Herbert Roper Barrett \| 3:6, 4:6, 7:5, 6:2, 13:11 \| Norman Brookes Anthony Wilding \| \| Arthur Gore \| 3:6, 6:3, 7:5, 6:2 \| Anthony Wilding \| \| Herbert Roper Barrett \| 2:6, 0:6, 3:6 \| Norman Brookes \| Resultat: 2:3 | Team Norman Brookes Anthony Wilding Kapitän William Collins |
| Arthur Gore                                                    | 5:7, 1:6, 5:7 | Norman Brookes                                              |
| Herbert Roper Barrett                                          | 6:1, 4:6, 3:6, 5:7 | Anthony Wilding                                             |
| Arthur Gore Herbert Roper Barrett                              | 3:6, 4:6, 7:5, 6:2, 13:11 | Norman Brookes Anthony Wilding                              |
| Arthur Gore                                                    | 3:6, 6:3, 7:5, 6:2 | Anthony Wilding                                             |
| Herbert Roper Barrett                                          | 2:6, 0:6, 3:6 | Norman Brookes                                              |